# António Marto

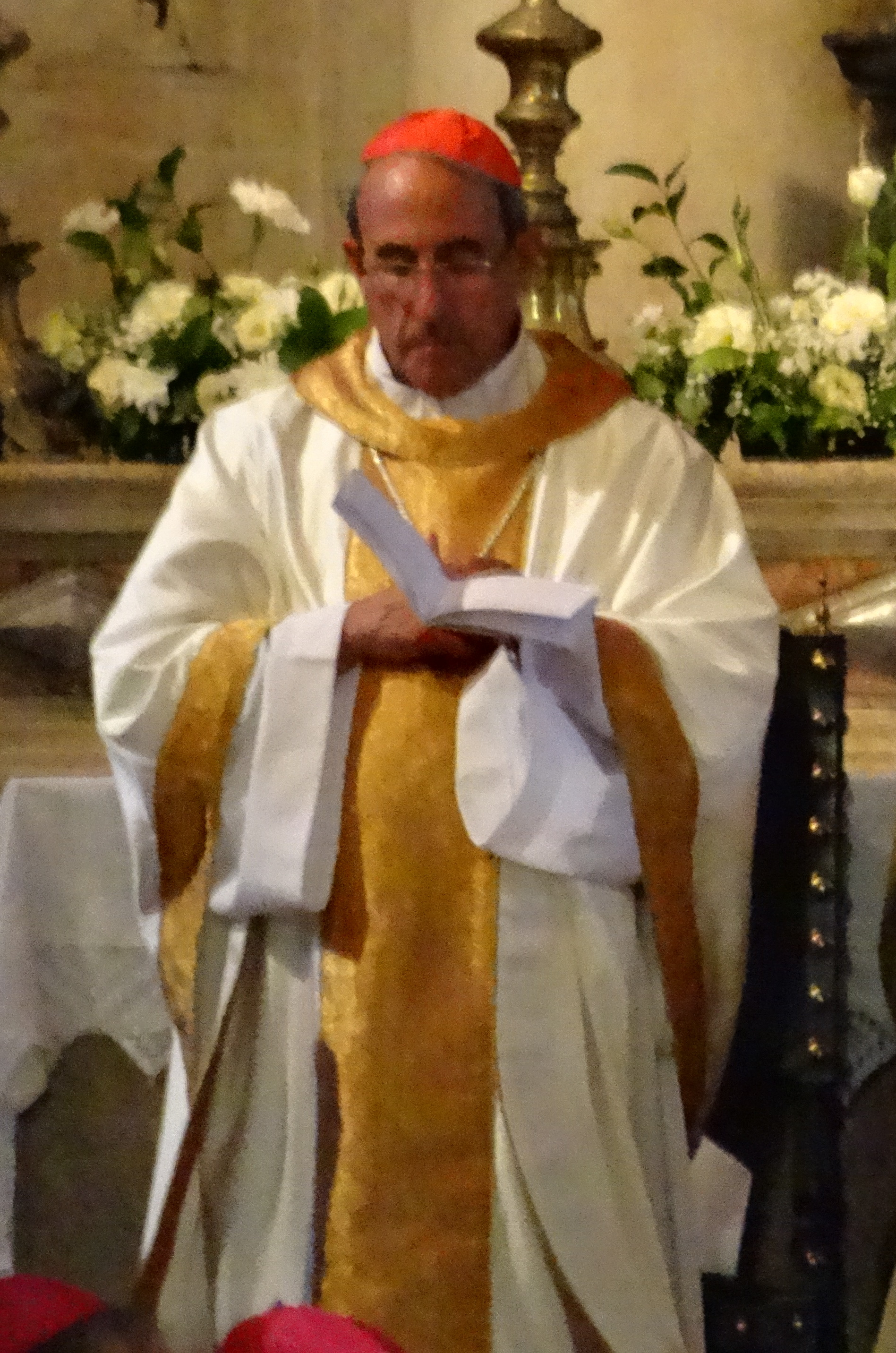
António Kardinal Marto (2018)

António Augusto Kardinal dos Santos Marto (* 5. Mai 1947 in Tronco, Portugal) ist ein portugiesischer römisch-katholischer Geistlicher und emeritierter Bischof von Leiria-Fátima.

## Leben

Kardinalswappen von António dos Santos Marto

António Augusto dos Santos Marto studierte am Priesterseminar von Porto und empfing am 7. November 1971 das Sakrament der Priesterweihe für das Bistum Vila Real. Er wurde 1978 an der Päpstlichen Universität Gregoriana zum Doctor theologiae promoviert und unterrichtete danach Theologie an der Katholischen Universität von Porto. Marto stieg darüber hinaus zum stellvertretenden Leiter der dortigen theologischen Fakultät auf.
Am 10. November 2000 ernannte ihn Papst Johannes Paul II. zum Titularbischof von Bladia und bestellte ihn zum Weihbischof in Braga. Der Bischof von Vila Real, Joaquim Gonçalves, spendete ihm am 11. Februar 2001 die Bischofsweihe; Mitkonsekratoren waren der Erzbischof von Braga, Jorge Ferreira da Costa Ortiga, und der Bischof von Setúbal, Gilberto Délio Gonçalves Canavarro dos Reis. Am 22. April 2004 bestellte ihn Papst Johannes Paul II. zum Bischof von Viseu. Papst Benedikt XVI. ernannte ihn am 22. April 2006 zum Bischof von Leiria-Fátima. Als solcher empfing er am 13. Mai 2010 Benedikt XVI. im internationalen Wallfahrtsort Fátima und ebenda am 13. Mai 2017 Papst Franziskus anlässlich der 100-Jahr-Feier der ersten Erscheinung der Muttergottes im Jahr 1917. Zwischen 2011 und 2014 war Marto für die Portugiesische Bischofskonferenz Mitglied der Kommission der Bischofskonferenzen der Europäischen Gemeinschaft (COMECE). Er gehörte zudem dem Ständigen Rat der Portugiesischen Bischofskonferenz an.
Im Konsistorium vom 28. Juni 2018 nahm ihn Papst Franziskus als Kardinalpriester mit der Titelkirche Santa Maria sopra Minerva in das Kardinalskollegium auf. Die Besitzergreifung seiner Titelkirche fand am 25. November desselben Jahres statt. Am 6. Oktober 2018 ernannte ihn Papst Franziskus zum Mitglied des Dikasteriums für Laien, Familie und Leben.
Am 28. Januar 2022 nahm Papst Franziskus Kardinal Martos aus gesundheitlichen Gründen eingereichtes Rücktrittsgesuch an. Am 15. Februar 2023 berief ihn Papst Franziskus zum Mitglied des Dikasteriums für die Selig- und Heiligsprechungsprozesse. Nach dem Tod von Papst Franziskus nahm Kardinal Marto am Konklave 2025 teil.